# سيلفي هينروتين ديغل
سيلفي هينروتين ديغل هي متزلجة كندية، ولدت في 1 ديسمبر 1962 في شيربروك في كندا.

## وصلات خارجية
- سيلفي هينروتين ديغل على موقع SpeedSkatingBase.eu (الإنجليزية)
- سيلفي هينروتين ديغل على موقع SpeedSkatingNews.info (الإنجليزية)
- سيلفي هينروتين ديغل على موقع SpeedSkatingStats.com (الإنجليزية)
- سيلفي هينروتين ديغل على موقع ShortTrackOnLine.info (الإنجليزية)
- سيلفي هينروتين ديغل على موقع اللجنة الأولمبية الدولية (الإنجليزية)
- سيلفي هينروتين ديغل على موقع أوليمبيديا (الإنجليزية)
- سيلفي هينروتين ديغل على موقع اللجنة الأولمبية الكندية (الإنجليزية)
- سيلفي هينروتين ديغل على موقع قاعة كيبيك للمشاهير الرياضية (الفرنسية)